# دیوکلس کنیدوسی
دیوکلس کنیدوسی (یونانی: Διοκλῆς) فیلسوف شک‌گرای آکادمیک بود که از او به‌عنوان نویسنده مباحث یاد می‌شود که بخشی از آن توسط یوسبیوس نقل شده است:
دیوکلس کنیدوسی در مباحث خود اظهار می‌دارد که از ترس پیروان تتئودوروس بی‌خدا و بیون سوفیست که فیلسوفان را مورد حمله قرار می‌دادند، از هیچ وسیله‌ای برای رد آن‌ها خودداری نمی‌کرد. آرکسیلاوس برای جلوگیری از دردسر اقدامات احتیاطی‌ای انجام داد. او هیچ جزمیتی را مطرح نمی‌کرد، بلکه اپوخه را به‌عنوان یک محافظت، مانند آب سیاهی که سپیداج را از آب بیرون می‌ریزد، مطرح می‌کرد.